# Shauna Rohbock
Shauna Rohbock, född den 4 april 1977 i Provo, Utah, är en amerikansk bobåkare.
Hon tog OS-silver i damernas tvåmanna i samband med de olympiska bobtävlingarna 2006 i Turin.